# 尻無浜冴美
尻無浜 冴美（しなはま さえみ、1989年〈平成元年〉7月20日 - ）は、日本のモデル、タレントであり、女性アイドルグループ・SDN48、女塾オールスターズの元メンバーである。戸籍名は尼崎 冴美（あまざき さえみ）。
東京都出身。東京都立上野高等学校卒業。十文字学園女子大学卒業。

## 略歴
- 2002年8月、『ニコラ』（新潮社）の第6回読者モデルオーディションにて選ばれると、同誌のモデル（ニコモ）としての活動を開始、人気を集めた。当時の人気ニコモには、新垣結衣や虎南有香などがいる。
- 2003年4月6日 - 9月28日、テレビ東京『U-15.F スキにさせて!』に出演。
- 2006年、”ミス上野高校”で2位に選ばれている。
- 2007年、”ミス上野高校”で1位に選ばれている。
- 2011年5月27日、『見逃した君たちへ AKB48リバイバル公演 SDN48 1st Stage「誘惑のガーター」』公演内で、SDN48の3期生としてお披露目される。
- 2012年3月31日、『SDN48 コンサート「NEXT ENCORE」 in NHKホール』をもってSDN48を卒業。
- 2012年4月5日、所属事務所がサディーカになったことを自身のTwitterで発表した[2]。
- 2014年10月1日、所属事務所のサディーカを辞めたことを発表した。現在はフリー。
- 2015年2月1日、クラウドファンディングにて初めての個展「しなちゃんパーティ」を開催した[3]。
- 2015年4月30日、女塾オールスターズとして、メジャーCD（Stand-Up! Records）デビューすることが発表された[4]。
- 2016年12月8日、一般男性と結婚[5]。
- 2019年8月1日、東京・秋葉原のAKB48劇場で開催されたSDN48結成10年記念「誘惑のガーター」特別公演に出演。
- 2022年10月19日、第1子男児を出産[6]。約5年半の不妊治療を経ての出産となった[6]。

## 人物
- 特技：バドミントン、水泳
- 趣味：ラーメン食べ歩き、ラーメン湯切り
- オーディション同期は久保由利香、木原陽子、我妻三輪子[7]。
- ニコモ時代の憧れの有名人は新垣結衣、黒木瞳。
- アクセサリーに凝るタイプで、ファッションの中でも重視している。
- ニコモ時代の将来の夢は「ビッグスターになること」だった。
- ニコモ時代はオスカープロモーションに所属していた[7]。当時の同僚でライバル誌「ラブベリー」のモデルだった佐藤瀬奈とは中学時代からの親友で、今でも仲が良い[8]。
- 以前、チアダンス部に所属して活動していた。
- 2歳下の妹[9]と5歳下の弟[10]ともう一人の弟[11]がいる。
- LINEスタンプを作成し、新ジャンルのLINEクリエーターズアイドルを目指している[12]。その傍ら、個展開催に向け活動をし、見事目標を達成した[13]。

## 女塾オールスターズでの参加曲
- 脇を見ないで
- トゥーザシャキナベイビーロンリファイト
- ラッパーと過ごした2年間の日々

## SDN48での参加曲

### シングルCD選抜曲
- アバズレ - アンダーガールズB名義
- カムジャタン慕情 - アンダーガールズA名義
- 上からナツコ - アンダーガールズB名義

### 劇場公演ユニット曲
SDN48 1st Stage 2期生&3期生「誘惑のガーター」公演
- Never!
- Black Boy
- じゃじゃ馬レディー
- ガンバリーナ
- 普通のあなた
- Best by...
- 愛されるために
- 孤独なランナー
- 逃避行
- ヴァンパイア計画

## 作品

### 映像作品
| 発売日        | タイトル       | 規格品番   | メーカー |
| ------------- | -------------- | ---------- | -------- |
| 2013年3月22日 | シナハマちゃん | TSDV-41514 | 竹書房   |
| 2013年8月31日 | サエミちゃん   | SYD-799    | 晋遊舎   |

### ドラマCD
- 風水巫女【関ヶ原篇】- のぞみ 役

## 出演

### テレビドラマ
- 木曜劇場 結婚しない（2012年10月11日 - 、フジテレビ） - 麻生節子 役
- 55歳からのハローライフ「トラベルヘルパー」（2014年7月5日、NHK）
- 警視庁南平班〜七人の刑事〜9（2016年7月11日、TBS）

### 映画
- ハダカの美奈子（森岡利行監督、PG12指定版：2013年11月、R18指定版：2014年2月）

### バラエティ
- U-15.F スキにさせて!（2003年4月6日 - 9月28日、テレビ東京）
- つながるGOGO（2012年5月11日、J:COM）
- テリー伊藤のTOKYOひとり暮らし娘（2012年6月22日、ひかりTVチャンネル1）
- カスペ! 志村けんのだいじょうぶだぁSP（2013年2月26日、フジテレビ）
- 旅ヌード（2013年10月30日・11月6日・13日・20日、テレビ東京）
- 2014MLB宣言&メジャーゲーム中継（2014年8月3日、テレビ東京）
- 有吉ゼミ 春満開SP（2016年5月16日、日本テレビ）
- ハロー!ちびっこモンスター（2025年5月6日、NHK教育）※夫と息子と出演

### 舞台
- Girls Rocketeer（2013年1月23日 - 27日、中野ザ・ポケット） - 小林忍 役（A）
- 母の桜が散った夜（2013年4月3日 - 7日、SPACE107） - 麗華 役
- NO 不謹慎、NO LIFE!（2013年10月23日 - 25日、渋谷J-POP CAFE） - けいこ 役
- あなたと住むなら（2014年2月4日 - 9日、築地ブティストホール） - 松下さくら 役
- けっ!セラセラセラ〜知らな過ぎた男〜（2014年12月26日 - 28日、阿佐ヶ谷シアターシャイン） - 江戸川マナ 役
- 集合ライオット（2015年3月29日 - 31日、渋谷LUSH）
- 伯父の魔法使い（2015年5月13日・16日、下北沢小劇場「楽園」） - 美奈 役
- 星降る学校（2015年6月16日 - 21日、テアトルBONBON） - 東海林先生 役
- あのコがエロいのはボクのせいだ!（2015年8月21日 - 23日、下北沢シアター711） - 美咲 役
- サンドイッチの作り方（2015年9月19日 - 22日、銀座みゆき館劇場） - 砂田咲江 役（A）
- ubugoe〜voice of comedy〜vol.7（2015年11月17日、大田文化の森ホール）
- 私のドロップ（2016年1月14日 - 17日、中野HOPE） - 堀越瑞穂 役
- 戦国降臨ガール・インターナショナル（2016年3月11日 - 13日、香港：同流黑盒劇場） - コールマスター 役
- 樹海（2016年4月25日 - 28日、下北沢小劇場「楽園」） - 岩崎ユウ 役
- 舞台版 実は私は（2016年5月11日 - 15日、新宿村LIVE） - カリスマ痴女 役
- パリピ!!～ゆずれない夏～（2016年8月11日、しもきた空間リバティ）
- どっかのだれか（2016年9月7日 - 11日、シアターブラッツ） - ミドリ 役
- 戦国降臨ガール・インターナショナル・TOKYO（2016年10月7日 - 11日、築地ブティストホール） - コールマスター 役

### ラジオ
- ゴチャ・まぜっ!（2013年9月17日、MBSラジオ）
- Radio CHEERS!（2015年2月26日、エフエム西東京）
- THE WORKSせず（2015年7月27日、HiBiKi Radio Station）

### ネット配信
- 抜け駆け!! 女塾（2014年5月30日・7月30日・9月25日・11月21日・12月16日・2015年1月15日・2月19日・3月26日・4月30日・5月19日・6月25日・7月15日・8月7日・9月28日・10月20日・11月17日・2016年1月26日・2月23日・3月21日・4月30日・6月20日・9月5日・CHキタサンドウ）
- 光上せあらのU-strip（2012年4月20日、Ustream / NIHONBASHI CAFESTより公開生放送） - ゲスト：駒谷仁美、尻無浜冴美、戸島花
- 下北FM『DJ Tomoaki’s Radio Show!』（2012年4月27日、SHOT BAR VERTEX） - ゲスト：駒谷仁美、尻無浜冴美
- アイドルスピリット（2013年4月18日・7月28日、WALLOP放送局）
- トクモリ（2013年7月23日、NOTTV）
- マイスマTV（2013年8月13日、スマホ放送局）
- CHキタサンドウ「進め!あるある探検隊! レギュラーのお楽しみ会」（2014年4月15日、みなとみんなのスタジオ）
- インスタントジョンソンのかわいこちゃ〜ん
- HOT HEAT HEAT GIRLSの渋谷式!激アツ女塾（2015年7月14日、渋谷クロスFM）
- いせやpresents 和（なごみ）RADIO〜いつもそばに和文化を〜（2015年12月18日・2016年1月8日・22日・2月5日・19日・26日・3月4日・3月18日・6月3日・7月1日、渋谷クロスFM） - MC：佐野雅邦、坂東愛美
- プライベート丸裸バラエティ 『住みこみ中』 〜元AKB48・SDN48佐藤由加理VS若手大注目芸人ピーマンズスタンダード 168時間すべてまるっとお見せしますSP〜佐藤由加理の部屋（2016年3月23日、AmebaFRESH!） - ゲスト：穐田和恵、なちゅ、光上せあら、尻無浜冴美、ブルゾンちえみ

### イベント
- ちぃむ平和主義〜せあら姫vsさえみ姫〜『推しメン? そんなの関係ないですけど? チーム争奪☆姫の為にナンバーワンを!! サバイバルバスツアー』（2012年7月1日、マザー牧場）[14]
- 尻無浜冴美23th birthday ＆ 光上せあらデビュー5th記念イベント【さえみ＋せあら＝・・・】（2012年8月18日、新宿 SCUBE）
- 『シナハマちゃん』発売記念イベント（2013年4月13日、秋葉原ソフマップ）
- 『サエミちゃん』発売記念イベント（2013年9月22日、秋葉原ソフマップ）
- のれんせあら
- チャンネル北参道Presents『この想いが届きますように！片思い女子 大集結LIVE！〜LEVEL1』（2016年1月18日、TwinBox GARAGE）
- 「戦国降臨ガール・インターナショナル」壮行イベント（2016年2月27日、Studio BLANZ）

### 個人イベント
- しなちゃんパーティー（2015年1月31日 - 2月1日、中川築地ビル7F/MarsRoom）
- しなちゃんパーティー2nd（2016年7月31日、TRES）

## 書籍

### 雑誌連載
- ニコラ（新潮社） - 専属モデル
- 別冊パチスロパニック7 9月号（2015年7月25日、ガイドワークス）
- 漫画パチスロパニック7 12月号（2015年11月7日、ガイドワークス）
- 別冊パチスロパニック7 3月号（2016年1月26日、ガイドワークス）
- パニック7ゴールド　6月号（2016年4月16日、ガイドワークス）
- 別冊パチスロパニック7 7月号（2016年5月26日、ガイドワークス）
- 別冊パチスロパニック7] 8月号（2016年6月25日、ガイドワークス）
- 別冊パチスロパニック7 9月号（2016年7月26日、ガイドワークス）
- 漫画パチスロパニック7 9月号（2016年8月6日、ガイドワークス）
- 別冊パチスロパニック7 10月号（2016年8月26日、ガイドワークス）